# Benedict Titz
Benedict Titz (* 9. Dezember 1818 in Merzdorf; † 1893) war ein deutscher katholischer Pfarrer und Parlamentarier.

## Leben
Benedict Titz studierte an der Königlichen Universität Breslau Katholische Theologie. 1839 wurde er Mitglied des Corps Silesia. 1842 erhielt er die Priesterweihe. 1858 wurde er Pfarrer in Laßwitz bei Ottmachau, Kreis Grottkau. Dort war er auch als Kreisschulinspektor tätig. Zuletzt war er Pfarrer in Eckersdorf bei Namslau. 1859–1861 saß Titz als Abgeordneter des Wahlkreises Oppeln 9 im Preußischen Abgeordnetenhaus. 1859 gehörte er der Katholischen Fraktion an, die sich 1860 in Fraktion des Zentrums umbenannte.